# Principauté épiscopale de Sion
Ne doit pas être confondu avec Diocèse de Sion.
1189–1634
Entités précédentes :
- Royaume d'Arles
- Bourgogne transjurane

Entités suivantes :
- République des Sept-Dizains

La principauté épiscopale de Sion était un État du Saint-Empire romain germanique, ayant pour capitale la ville de Sion. C'est en l'an 1189 que naît la principauté épiscopale. C'est à cette date qu'au bénéfice de l'immédiateté impériale, l'évêque, en tant que comte du Valais, devient prince d'Empire. Il est désormais connu sous le titre de prince-évêque. Cet État a existé pendant presque 600 ans, jusqu'à la fondation de la République helvétique le 12 avril 1798.

## Histoire
Le comté du Valais devient propriété de l'évêque de Sion en 999, sur donation de Rodolphe III de Bourgogne. Si cette donation est historiquement confirmée, il n'en est pas de même de la prétendue Caroline, un texte prétendant que Charlemagne aurait déjà fait cette attribution bien avant Rodolphe, et qui sera reconnu au XVIIe siècle comme étant aussi légendaire qu'anachronique.
Suit une période d'anarchie favorable à l'apparition du système féodal, où le canton est morcelé entre propriétés de la maison de Savoie et celles de l'évêque de Sion. Au XIe siècle, il passe officiellement au Saint-Empire romain germanique. L'évêque est au bénéfice de l'immédiateté impériale, mais en réalité l'Empire ne jouera pas de rôle essentiel en Valais. 
À partir du XIIIe siècle, la Savoie s'intéresse aux territoires contrôlés par l'évêque de Sion, notamment en raison de leur intérêt stratégique. La Savoie redoute en outre que la Principauté ecclésiastique de Sion ne finisse par tomber dans le giron de Milan, raison pour laquelle les Savoyards font tour à tour la guerre à la Principauté, ou essayent d'en influencer les forces politiques à leur avantage. 
En 1219, le comte Thomas de Savoie accuse l'évêque de Sion d'intentions hostiles et un conflit armé a lieu entre les deux États, à la suite duquel est conclu un traité en 1224. Selon ce dernier, l'évêque de Sion rend hommage au Comte de Savoie et s'engage à lui apporter une assistance militaire s'il est menacé. Le Saint-Empire romain germanique perd de facto de son influence dans la région, et jusqu'à la fin du XVe siècle, la politique de la principauté de Sion reste largement dépendante des rapports avec la Savoie, même si l'intérêt des Savoyards pour Sion semble décroître progressivement. 
En vertu de traités conclus en 1384 et en 1392, le Valais est partagé entre les deux États, le Valais inférieur revenant à la Savoie, et le Valais supérieur aux Princes-évêques. Cet état de fait restera globalement inchangé pendant un siècle. La frontière est fixée à la Morge de Conthey. 
La partie amont du territoire se germanise en vagues successives entre les IXe et XIVe siècles ; Le Valais devient allié des cantons suisses à la fin du XIVe siècle. En 1375, le sire de la Tour et, en 1420, celui de Rarogne, membres les plus illustres de la noblesse féodale locale, sont renversés par les communes alliées au prince-évêque de Sion : c'est la fin du féodalisme et le début du patriciat avec la formation d'une élite au sein des différentes communautés et une plus grande indépendance de ces dernières. Cette élite prend bientôt la place des nobles au sein du Conseil général, ancêtre de la Diète.Lors des guerres de Bourgogne (et surtout après la bataille de la Planta en 1475), le Haut-Valais envahit les territoires savoyards et annexe le Bas jusqu'à Massongex et l'organise en pays sujet. Les Bas-Valaisans passent alors sous l'autorité de l'évêque de Sion, secondé par un Conseil du Pays qui réunit les députés des communautés locales.
En 1536, le Chablais valaisan est conquis, toujours au détriment de la Savoie. En 1604, un décret est promulgué, imposant aux Réformés présents dans la principauté soit de revenir au Catholicisme, soit de s'exiler. Toutefois, un compromis trouvé deux ans plus tard leur permet en pratique de rester, à condition qu'ils confinent leur pratique religieuse à la sphère strictement privée. 
En 1613, la principauté connaît un changement fondamental lorsque le pouvoir suprême sur la principauté est transmis aux dizains. En effet, après la mort du prince-évêque Adrien II, les députés des dizains se réunissent à Sion et concluent un traité avec les chanoines du Conseil, par lequel ces derniers déclarent renoncer aux droits temporels absolus pour les évêques à venir.  Si l'évêque garde son titre de prince d'Empire, la renonciation à la Caroline lui faire perdre son pouvoir absolu, marquant la fin de la domination ecclésiastique de la principauté épiscopale.
Cependant, Hildebrand Jost, le successeur d'Adrien II, tente par la suite de rétablir le pouvoir temporel des évêques notamment en faisant appel au pape Paul V, mais sans succès face à la détermination des nouvelles autorités politiques.